# Islote Goëland
Los Islotes Goëland son unos pequeños islotes marítimos deshabitados de la Argentina ubicados en el Departamento Florentino Ameghino de la Provincia del Chubut. Presentan una forma alargada con el eje mayor en sentido este-oeste y una extensión máxima de 1 km. Se halla en el mar Argentino al suroeste de bahía Melo, en el extremo norte del golfo San Jorge.
Los islotes Goëland forman parte de un pequeño archipiélago ubicado a 5 km al sur de bahía Melo que también lo integran la  isla Tova (del cual se encuentran a 1,5 kilómetros al oeste), la isla Tovita, la isla Sur, la isla Este, la isla Gaviota, los islotes Gran Robredo y Pequeño Robredo, así como otros islotes y rocas menores.
Se trata de varios islotes rocosos que presentan restingas en sus costas. En algunos de estos islotes existían guaneras que fueron explotadas comercialmente hasta principios de la década de 1990.
En 2008 se creó el Parque Interjurisdiccional Marino Costero Patagonia Austral, el cual incluye al islote Goëland.